# Harcharan Singh Brar

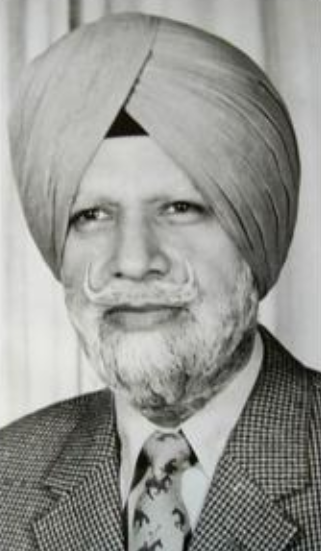
Harcharan Singh Brar

Harcharan Singh Brar (Sarai Naga, 21 januari  1922 - aldaar, 6 september 2009) was een Indiaas politicus voor de Congrespartij.
Brar was afkomstig uit het district Mukstar in de deelstaat Punjab en studeerde aan het Government College in Lahore. Hij was gouverneur van Haryana in 1977-1979 en van Orissa in 1977. Hij was diverse malen minister in Punjab en was in 1995-1996 regeringshoofd van deze deelstaat, na de moord op Beant Singh. 
Brar overleed in september 2009 na een lange ziekte in zijn geboorteplaats Sarai Naga. Hij was getrouwd en had twee kinderen. 